# Parabita
Paràbita è un comune italiano di 8 657 abitanti della provincia di Lecce in Puglia.
Situata nell'entroterra salentino, poco a est di Gallipoli, la cittadina ha origini incerte, ma probabilmente la fondazione è da farsi risalire al periodo normanno. Nel suo territorio è presente il sito paleolitico della grotta delle Veneri, nota per il ritrovamento di due statuine in osso di bue raffiguranti veneri paleolitiche.

## Geografia fisica

### Territorio
Parabita sorge sulle propaggini settentrionali delle serre salentine a 83 m s.l.m. Il comune ha una superficie di 20,84 km² ed è compreso tra 37 m s.l.m. e 193 m s.l.m. (escursione pari a 156 m). L'abitato si sviluppa al margine sud-occidentale della Serra di Sant'Eleuterio, che, con la sua quota massima di 193 m s.l.m., costituisce il principale elemento morfologico della zona. Il territorio è tipicamente carsico, con affioramenti di rocce carbonatiche e assenza di idrografia superficiale. La natura carsica è anche all'origine delle numerose cavità, dette localmente vore, che frastagliano il territorio e alimentano i corsi d'acqua sotterranei.
Il comune confina con i comuni seguenti: a nord Tuglie e Neviano, a est Collepasso, a sud Matino, a ovest di Alezio.
- Classificazione sismica: zona 4 (sismicità molto bassa), Ordinanza PCM n. 3274 del 20/03/2003

### Clima
Dal punto di vista meteorologico Parabita rientra nel territorio del basso Salento, che presenta un clima prettamente mediterraneo, con inverni miti ed estati caldo-umide. La temperatura media del mese più freddo, gennaio, si attesta attorno ai +9 °C, mentre quella del mese più caldo, agosto, si aggira sui +25,1 °C. Le precipitazioni medie annue, che si aggirano intorno ai 676 mm, presentano un minimo in primavera-estate ed un massimo in autunno-inverno.
Quanto alla ventosità, i comuni del basso Salento risentono debolmente delle correnti occidentali grazie alla protezione determinata dalle serre salentine che creano un sistema a scudo. Le correnti autunnali e invernali da sud-est, favoriscono in parte l'incremento delle precipitazioni, in questo periodo, rispetto al resto della penisola.
| Parabita                   | Mesi | Mesi | Mesi | Mesi | Mesi | Mesi | Mesi | Mesi | Mesi | Mesi | Mesi | Mesi | Stagioni | Stagioni | Stagioni | Stagioni | Anno |
| Parabita                   | Gen  | Feb  | Mar  | Apr  | Mag  | Giu  | Lug  | Ago  | Set  | Ott  | Nov  | Dic  | Inv      | Pri      | Est      | Aut      | Anno |
| -------------------------- | ---- | ---- | ---- | ---- | ---- | ---- | ---- | ---- | ---- | ---- | ---- | ---- | -------- | -------- | -------- | -------- | ---- |
| T. max. media (°C)         | 12,4 | 13,0 | 14,8 | 18,1 | 22,6 | 27,0 | 29,8 | 30,0 | 26,4 | 21,7 | 17,4 | 14,1 | 13,2     | 18,5     | 28,9     | 21,8     | 20,6 |
| T. min. media (°C)         | 5,6  | 5,8  | 7,3  | 9,6  | 13,3 | 17,2 | 19,8 | 20,1 | 17,4 | 13,7 | 10,1 | 7,3  | 6,2      | 10,1     | 19,0     | 13,7     | 12,3 |
| Precipitazioni (mm)        | 80   | 60   | 70   | 40   | 29   | 21   | 14   | 21   | 53   | 96   | 109  | 83   | 223      | 139      | 56       | 258      | 676  |
| Umidità relativa media (%) | 79,0 | 78,9 | 78,6 | 77,8 | 75,7 | 71,1 | 68,4 | 70,2 | 75,4 | 79,3 | 80,8 | 80,4 | 79,4     | 77,4     | 69,9     | 78,5     | 76,3 |

- Classificazione climatica di Parabita:[5]
  - Zona climatica: C
  - Gradi giorno: 1235

## Origini del nome
Il toponimo secondo l'ipotesi più accreditata deriva dal neo-greco παρα-βατα (para-bata) con il significato di "“vicino ad un varco” o “vicino ad un passo” in relazione alla costruzione del borgo primigenio sul valico delle serre salentine attraversato dall'antica strada messapico-romana che da Gallipoli porta ad Otranto e presidiato dalla cittadina.    
Altre ipotesi riconducibili all'esistenza di una presunta e leggendaria città antica di Bavota, sono state ampiamente smentite dalla critica storica moderna. 
Il toponimo Bavota altro non sarebbe che la cattiva trascrizione del nome greco della cittadina di Vaste, Βαῡστα, (Bausta), dove il trascrittore ha confuso un "sigma" (σ) con una “omicron” (o), trasformando il toponimo Bausta (Vaste) in un inesistente Bauota. 

## Storia
Il territorio parabitano, come tutti i territori del basso Salento, è stato abitato sin dall'antichità: la presenza dell'uomo in quest'area risale probabilmente a 80 000 anni fa. Con ogni probabilità si trattava di ominidi appartenenti alla specie Homo Neanderthalensis. L'evenienza confermata dal ritrovamento di alcune selci in diverse grotte della zona. I rinvenimenti effettuati nel corso del Novecento, alcuni frammenti ossei e le due statuine (Veneri di Parabita) in osso di bue o cavallo raffiguranti donne in gravidanza e datate fra i 12.000 e 14.000 anni fa, sono riconducibili all'Homo Sapiens Sapiens, apparso nel sud della Puglia intorno a 35.000 anni fa, nel Paleolitico Superiore. 
Come già riportato nella sezione precedente, la possibilità di una filiazione dell'attuale Parabita da una presunta antica città denominata Bavota e collocata appena 2 chilometri più ad est dell'attuale abitato è priva di ogni fondamento. La fonte storica più attendibile a tal proposito è Claudio Tolomeo, che, nella sua Geographia e descrivendo le città messapiche non fa alcuna menzione di una presunta Bavota. Molto probabilmente la leggenda della città è dovuta, come già evidenziato, ad un errore di trascrizione del nome antico della città di Vaste (Poggiardo). Non esistono prove storiche né citazioni documentali né nessun tipo di ritrovamento archeologico che facciano pensare ad una antica città, e nemmeno ad un insediamento di una qualche rilevanza nelle vicinanze di Parabita.  
Il nucleo primordiale della città venne costruito probabilmente in periodo normanno riproducendo l'assetto urbanistico tipico del periodo e venne dotata di mura difensive e di quattro porte di accesso (Porta di Lecce a nord, Porta di Gallipoli a ovest, Porta Falsa a est e un'altra porta a sud di cui si ignora il nome).
Con l'avvento del feudalesimo furono diverse le casate che detennero il controllo del feudo. Nel 1231 il casale di Parabita apparteneva a Bernardo Gentile da Nardò, finito impiccato nel 1269 per aver sostenuto la causa sveva contro gli Angioini.  Il feudo fu assegnato da Carlo d'Angiò al francese Giovanni de Tillio (Jean Du Till), contemporaneamente alla vicina Matino. Ad esso succedettero i figli nel 1280. Fu poi di Niccolò Aldimari e nel XIV secolo della famiglia Sanseverino. Nel 1378 il feudo di Parabita e di Matino "piccolo" (un piccolo borgo probabilmente situato fra Parabita e Matino scomparso nel XV sec.) sono di proprietà della famiglia angioina dei D'Aspert Nei primi anni del XV secolo il casale fu inserito nelle enormi proprietà di Ottino de Caris  insieme a quello di Grottaglie, di Copertino, di Galatone, Fulcignano, Castrignano, Bagnolo, Maruggio, Monacizzo, Aradeo e Collemeto. Morto nel 1423 il De Caris, Parabita entrò a far parte degli immensi possedimenti degli Orsini del Balzo feudatari di Ugento che la detennero per oltre un secolo.  Nel 1484 Parabita fu invasa dai Veneziani che avevano occupato Gallipoli. Nei primi anni del Cinquecento in seguito alla guerra tra francesi e spagnoli nell'ambito delle dispute dinastiche e pretese sui territori italiani fra Francesco I e Carlo V, i Del Balzo perdettero i propri diritti sul casale che dal 1531 fu gestito dal Regio Fisco e nel 1535 venne acquistato da Pirro Branai (Granai) Castriota, figlio di Giovanni e discendente di Vrana Konti, al quale si deve la ristrutturazione del castello eseguita dall'architetto Evangelista Menga. Il feudo venne gestito da questa famiglia fino ad essere sequestrato dal fisco per debiti nel 1678 e nel 1689 fu venduto in asta pubblica al duca Domenico Ferrari. Alla sua morte passò al nipote Giuseppe e ai suoi discendenti che furono gli ultimi feudatari di Parabita fino all'emanazione delle leggi eversive della feudalità, attuate tra il 1806 e il 1808.

### Simboli
Lo stemma è stato riconosciuto con decreto del Capo del Governo del 10 gennaio 1929.
(D.C.G. 10 gennaio 1929)
Il gonfalone è un drappo di azzurro.

## Monumenti e luoghi d'interesse

### Architetture religiose

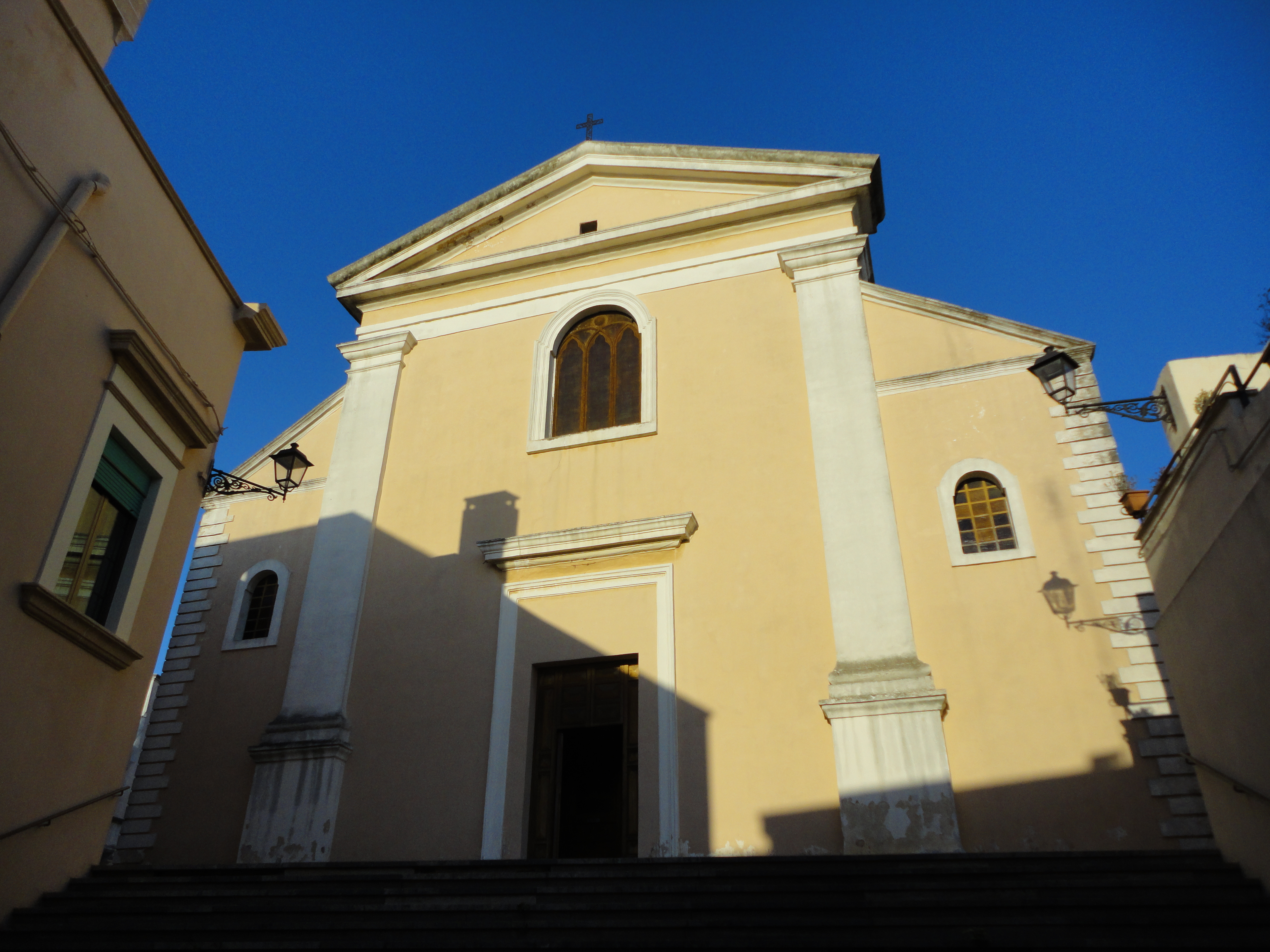
Chiesa madre

#### Chiesa di San Giovanni Battista
La chiesa matrice di San Giovanni Battista forse sorge sul luogo di una chiesetta del XIII secolo dedicata a san Biagio. Ampliata più volte nel corso dei secoli, ha assunto la fisionomia odierna dopo gli interventi ampliativi del 1853 che ne hanno determinato l'allungamento della fabbrica e il conseguente rifacimento della facciata. Possiede una pianta a tre navate con altari databili dalla fine del XV al XVIII secolo. Nell'incrocio tra le navate e il transetto si innalza una cupola ottagonale che copre il presbiterio. La chiesa conserva le spoglie di san Vincenzo Martire, legionario romano, provenienti dalle catacombe di Commodilla in Roma, donate alla famiglia Ferrari nel 1737 e successivamente dalla duchessa Lucia la Greca alla parrocchia nel 1851.

#### Basilica santuario della Madonna della Coltura

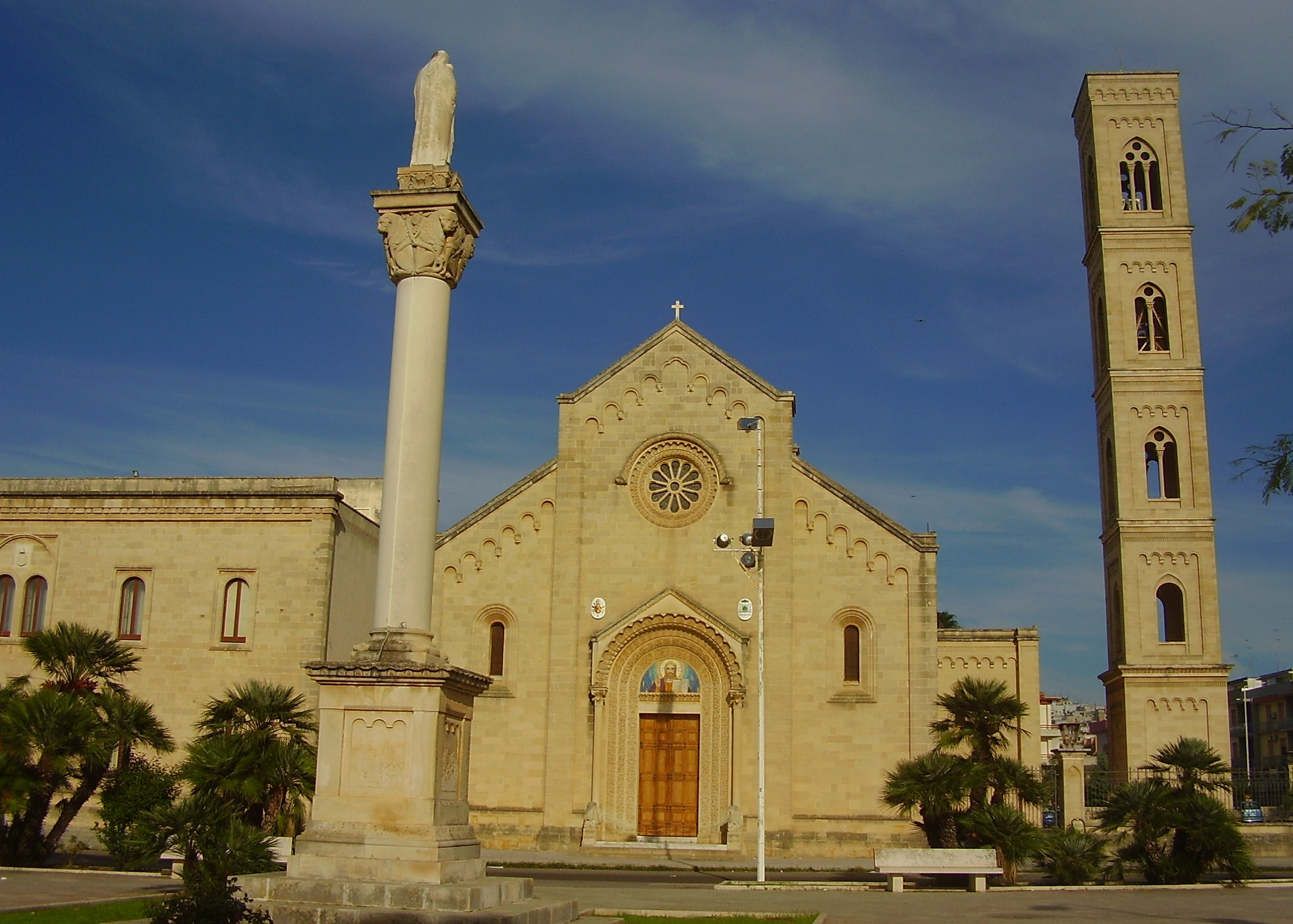
Basilica Madonna della Coltura

La basilica santuario della Madonna della Coltura fu costruita tra il 1913 e il 1942 su progetto dell'architetto Napoleone Pagliarulo. Sorge su una precedente chiesa degli inizi del XVII secolo, a sua volta sorta sulle rovine di un'antica cappella del XIV secolo. Negli anni '70 del secolo scorso, la Basilica viene consolidata ed ampliata con le cappelle laterali e il campanile da Gaetano Leopizzi, noto imprenditore parabitano. Al suo interno è custodito un affresco bizantino dell'XI-XII secolo raffigurante la Vergine col Bambino. L'icona proviene da una laura basiliana, con ogni probabilità dal vicino insediamento monastico di S. Eleuterio, in agro della confinante Matino. Altre possibilità ma più remote sono la Cripta di S. Marina e la Cripta di Cirlicì.  L'iscrizione in greco, presente sull'affresco, di difficile traduzione, forse invoca Maria come la portinaia, custode della laura. Dal luogo del ritrovamento ha preso il nome di Madonna della Coltura. Il tempio fu elevato a santuario mariano diocesano il 15 maggio 1949 dal vescovo Francesco Minerva e innalzato a basilica minore il 1º settembre 1999 da Giovanni Paolo II.

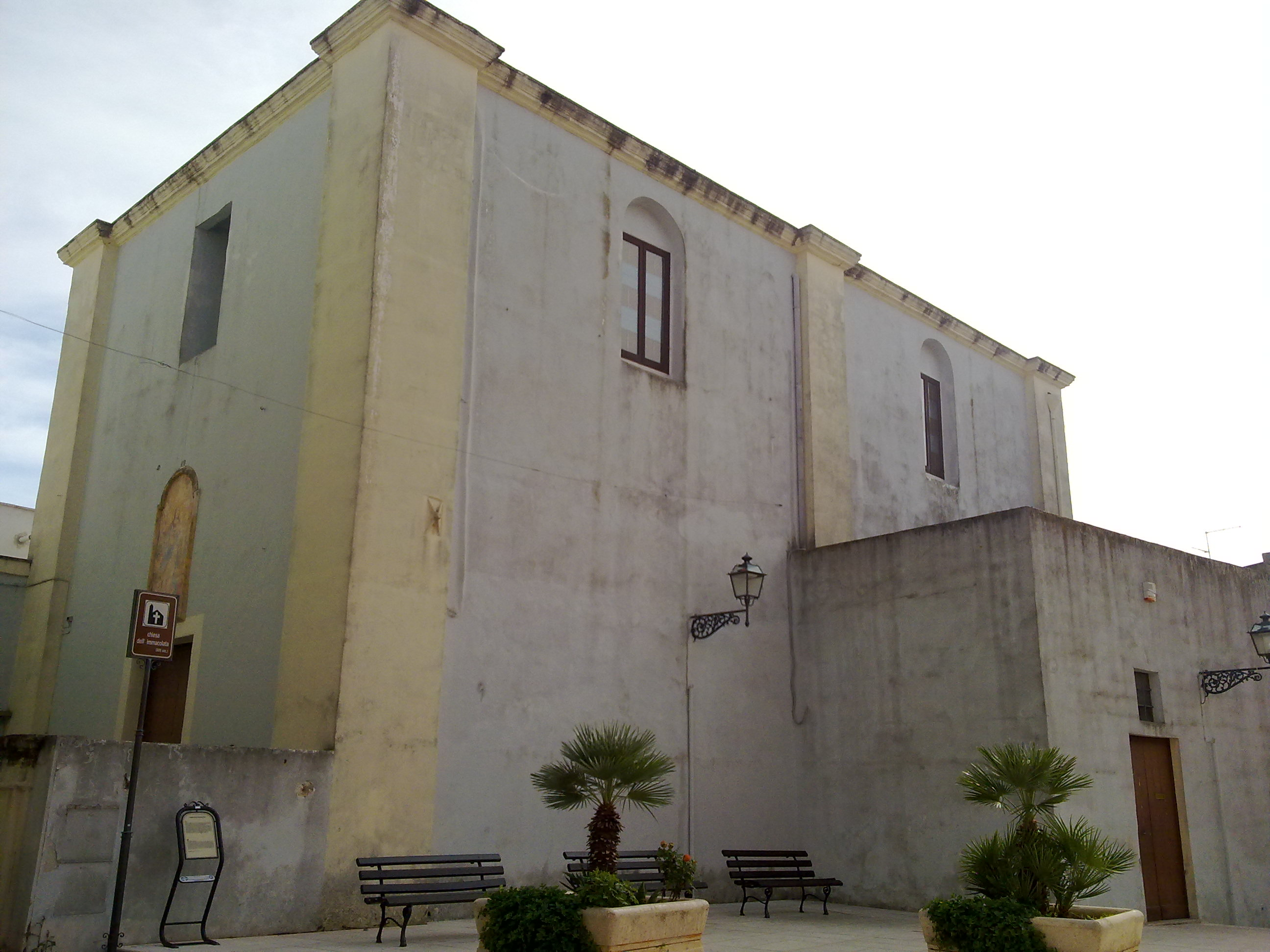
Chiesa dell'Immacolata

#### Chiesa dell'Immacolata
La chiesa dell'Immacolata risale al Cinquecento ma venne successivamente rifatta e l'attuale struttura risale alla seconda metà del XVII secolo. Fa parte delle tre chiese del centro storico del paese e presenta un sobrio e lineare prospetto composto da portale d'ingresso, sormontato da un affresco della titolare, posto in asse col finestrone. L'interno, a navata unica rettangolare, è caratterizzato da sfarzosi stucchi barocchi e da affreschi che ornano tutta la superficie con motivi floreali, volute e conchiglie. Grandi medaglioni accolgono tele raffiguranti i quattro evangelisti, alcuni santi, papi e scene di vita della Vergine. Sulla parete di fondo è addossato l'altare maggiore in stile barocco con intarsi, colonne tortili e capitelli; al centro è posizionata la tela dell'Immacolata.

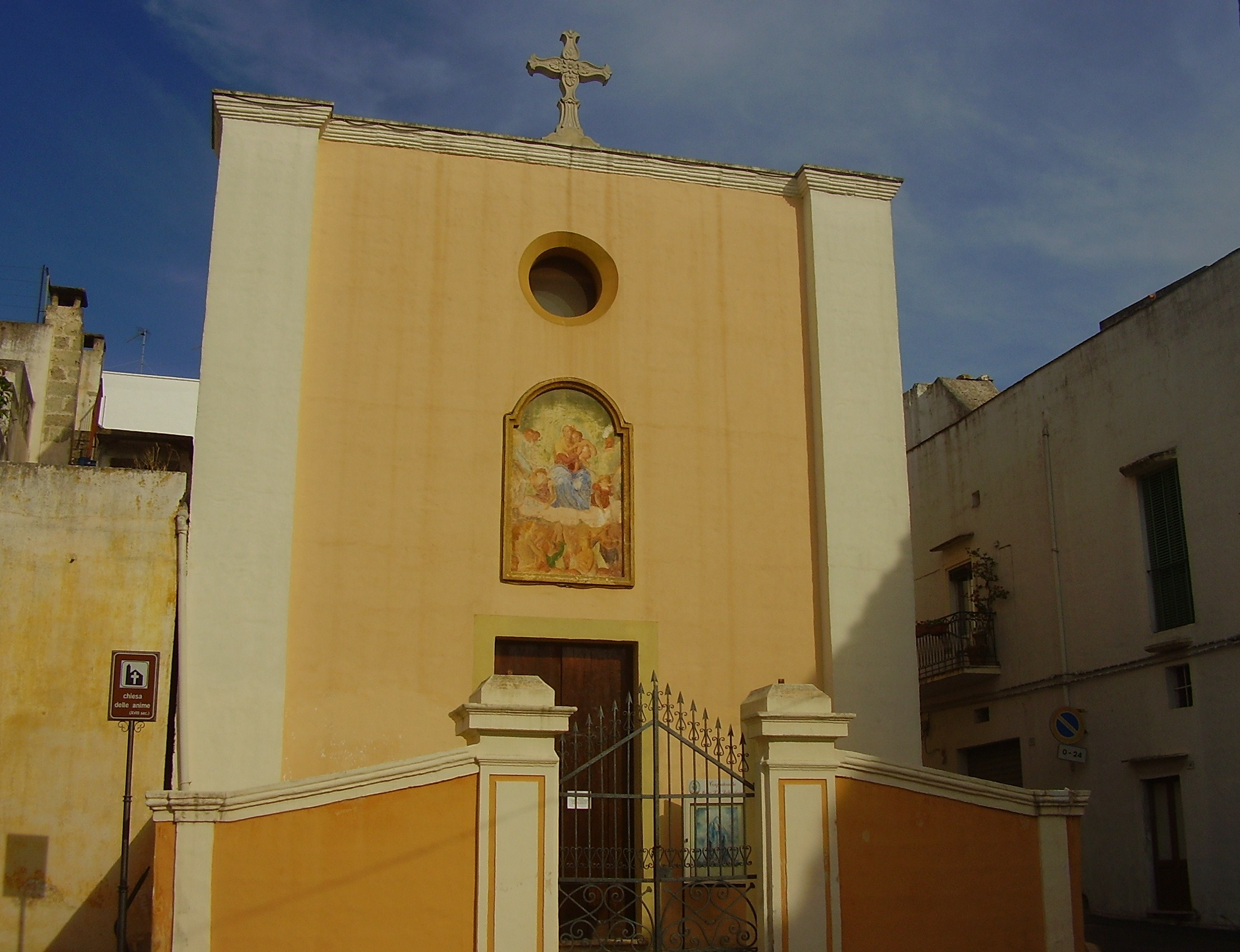
Chiesa delle Anime

#### Chiesa delle Anime del Purgatorio
La chiesa delle Anime del Purgatorio, più correttamente intitolata a Santa Maria Liberatrice, risale ai primi decenni del Settecento. Il documento più antico che testimonia l'esistenza di suddetta chiesa risale al 25 novembre 1738 ed è rappresentato da una relazione di Monsignor Francesco Carafa stilata dopo una visita pastorale.
Presenta una semplice facciata inquadrata da due poderose paraste che racchiudono il portale sormontato da un affresco della Vergine delle Anime del Purgatorio e da una finestrella circolare. L'interno, a navata unica, è composto da due campate con volta alla leccese separate da un pilastro. Sul controprospetto trova posto la cantoria nella quale è allocato un ottocentesco organo a canne. Il presbiterio, affrescato di recente con immagini che richiamano episodi evangelici, ospita l'altare maggiore in pietra leccese che racchiude al centro la tela della Titolare.
La chiesa, officiata dalla Confraternita delle Anime, ha assolto per un lungo periodo anche la funzione di cimitero comunale prima che venissero emanate, nel 1804, le norme sui cimiteri con l'Editto di Saint Cloud.

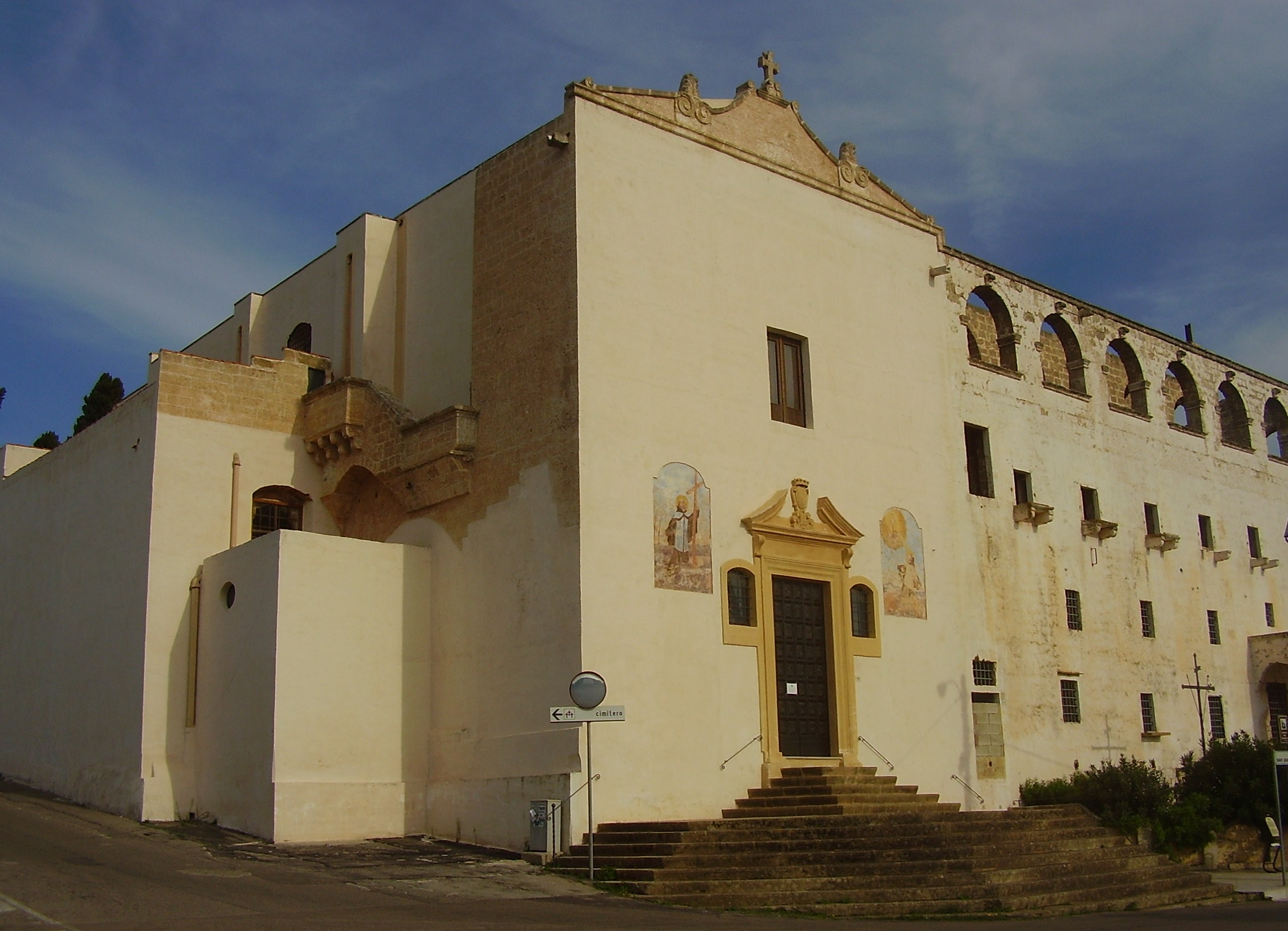
Chiesa del Crocefisso e Convento.

#### Chiesa del Crocefisso e Convento degli Alcantarini
La chiesa del Crocefisso, con l'annesso convento degli alcantarini, è un complesso conventuale fondato nel 1731 in seguito all'insediamento dei frati voluti dall'Universitas locale.
La chiesa, meglio conosciuta sotto il titolo di San Pasquale, rispecchia la regola dell'ordine improntata sull'umiltà e la semplicità. La sobria facciata, che si conclude con un timpano poco slanciato, è caratterizzata da un portale centrale affiancato da due finestrelle e sormontato da una finestra centrale più grande; lateralmente sono presenti due edicole affrescate con le immagini di san Pasquale Baylon e di san Pietro d'Alcantara. L'interno, a navata unica terminante nel presbiterio dalla copertura con volta a lunetta, custodisce un pregevole altare maggiore in pietra leccese finemente intagliato e decorato con statue, stucchi e sculture. Nella navata, dal pavimento maiolicato, sono presenti diversi altari fra cui quello dedicato a Santa Filomena (fatto costruire dalla duchessa Lucia la Greca nel 1837), un settecentesco presepe in cartapesta e un organo a canne.
Al convento, anch'esso semplice nelle linee architettoniche, si accede mediante un portale preceduto da un pronao a baldacchino sul quale vi trovavano sede tre statue trafugate in tempi recenti. Sulla sommità del prospetto è presente il loggiato con archi ogivali acuti nel quale i frati trascorrevano i loro momenti di meditazione. Soppresso una prima volta nel 1809 con le leggi eversive di Gioacchino Murat, venne definitivamente abbandonato nel 1866.

#### Chiesa di Santa Maria dell'Umiltà e Convento dei Domenicani
Il convento dei Domenicani, con annessa chiesa dedicata alla Madonna dell'Umiltà, venne fondato nel 1405 dai domenicani sebbene non attestato da documenti ufficiali. Alla seconda metà del XV secolo risalirebbe invece il completamente del complesso conventuale. Espropriato dallo Stato con le leggi eversive del XIX secolo, divenne sede del Comune e successivamente dei carabinieri. Nel 1927 la chiesa fu venduta dall'amministrazione comunale alla parrocchia e fu dichiarata monumento nazionale. Nel 1957 fu interessata da scellerate modifiche, effettuate per ricavarne sale da destinare ad attività ricreative parrocchiali, che ne sfregiarono per sempre l'originaria fisionomia.
La chiesa, a navata unica, presentava dieci altari laterali, un fonte battesimale in pietra leccese, un pulpito ed era ricoperto da un tetto a cassettoni in legno di rovere poi sostituito con una volta piana. Tuttavia rimangono alcuni elementi decorativi come i resti di un affresco cinquecentesco raffigurante un santo domenicano fra angeli. La facciata conserva ancora il suo aspetto originario caratterizzato da un rosone centrale con sculture; al centro la Crocefissione, ai lati l'Annunciazione con l'angelo a destra e Maria a sinistra, negli spazi intermedi vi sono otto testine angeliche.
Il convento, anch'esso interessato da rifacimenti poco consoni dell'ultimo secolo, conserva il chiostro dal quale si accede, mediante due scalinate, al corridoio del piano superiore sul quale si aprono le piccole celle dei frati.

#### Cripte
Parabita ospita due cripte bizantine: la cripta urbana di Santa Marina e la cripta rupestre del Cirlicì, una cavità naturale trasformata in luogo di culto nel XII secolo. Quest'ultima, situata nei pressi dell'omonimo canale, è costituita da un primo ambiente da cui tramite un breve corridoio si accede ad una seconda stanza più ampia. Sono presenti tracce di affreschi tra i quali risalta un santo Vescovo, forse san Basilio Magno.

#### Cimitero monumentale di Parabita

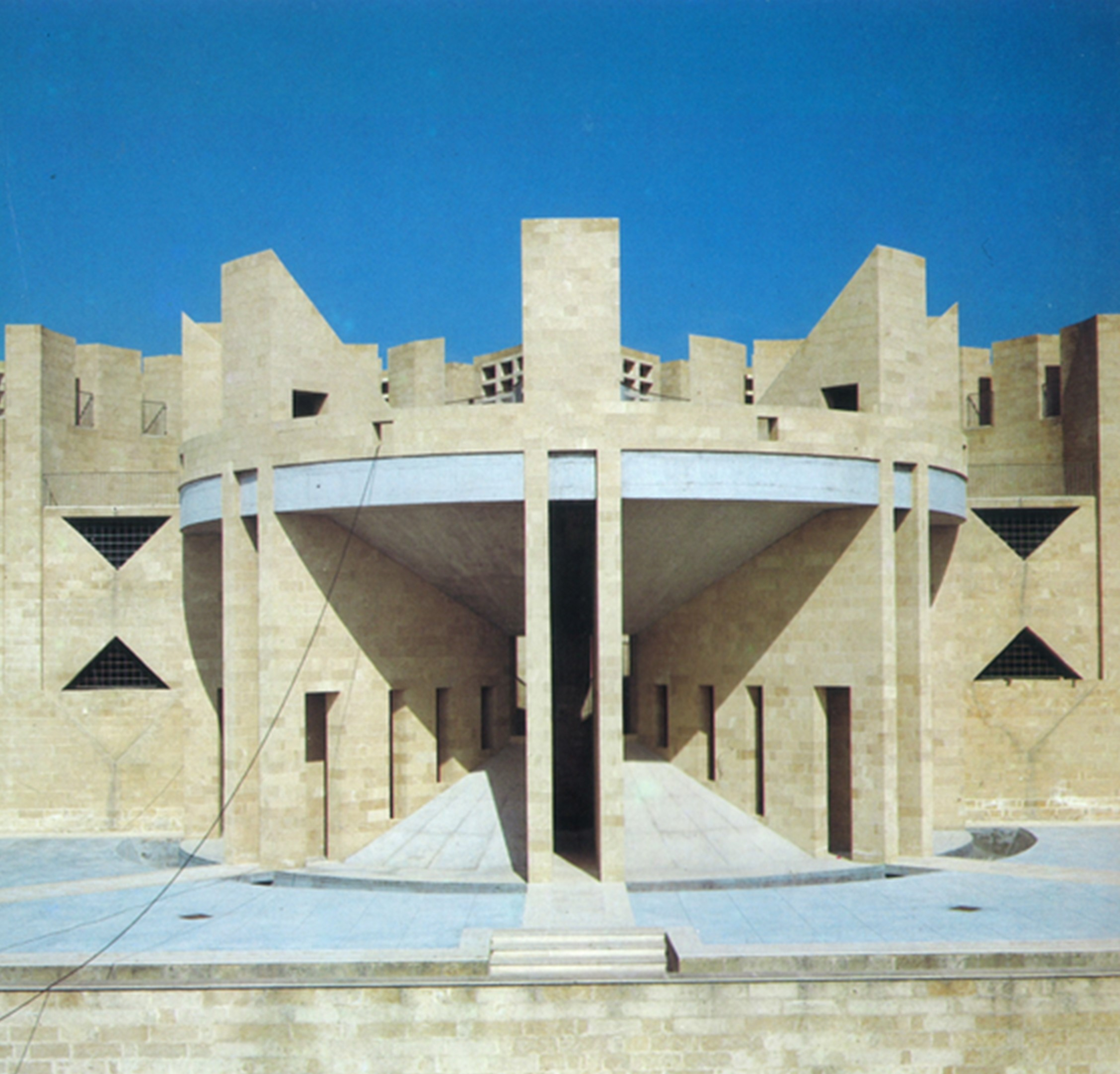
Cimitero Monumentale di Parabita (Lecce).

Il cimitero monumentale di Parabita è stato progettato nel 1967 dallo Studio G.R.A.U. di Roma, del quale fanno parte gli architetti Alessandro Anselmi e Paola Chiatante. I lavori, eseguiti dall'impresa edile di Gaetano Leopizzi, vengono effettuati con straordinaria maestria con impiego di manufatti edilizi in cemento armato e pietra carparo. La pianta del cimitero simboleggia l'esplosione di un capitello corinzio. Il nuovo cimitero viene inaugurato nel 1982. Il plastico del Cimitero Monumentale di Parabita è esposto al MAXXI di Roma, nella sezione della esposizione permanente.

#### Altre architetture religiose

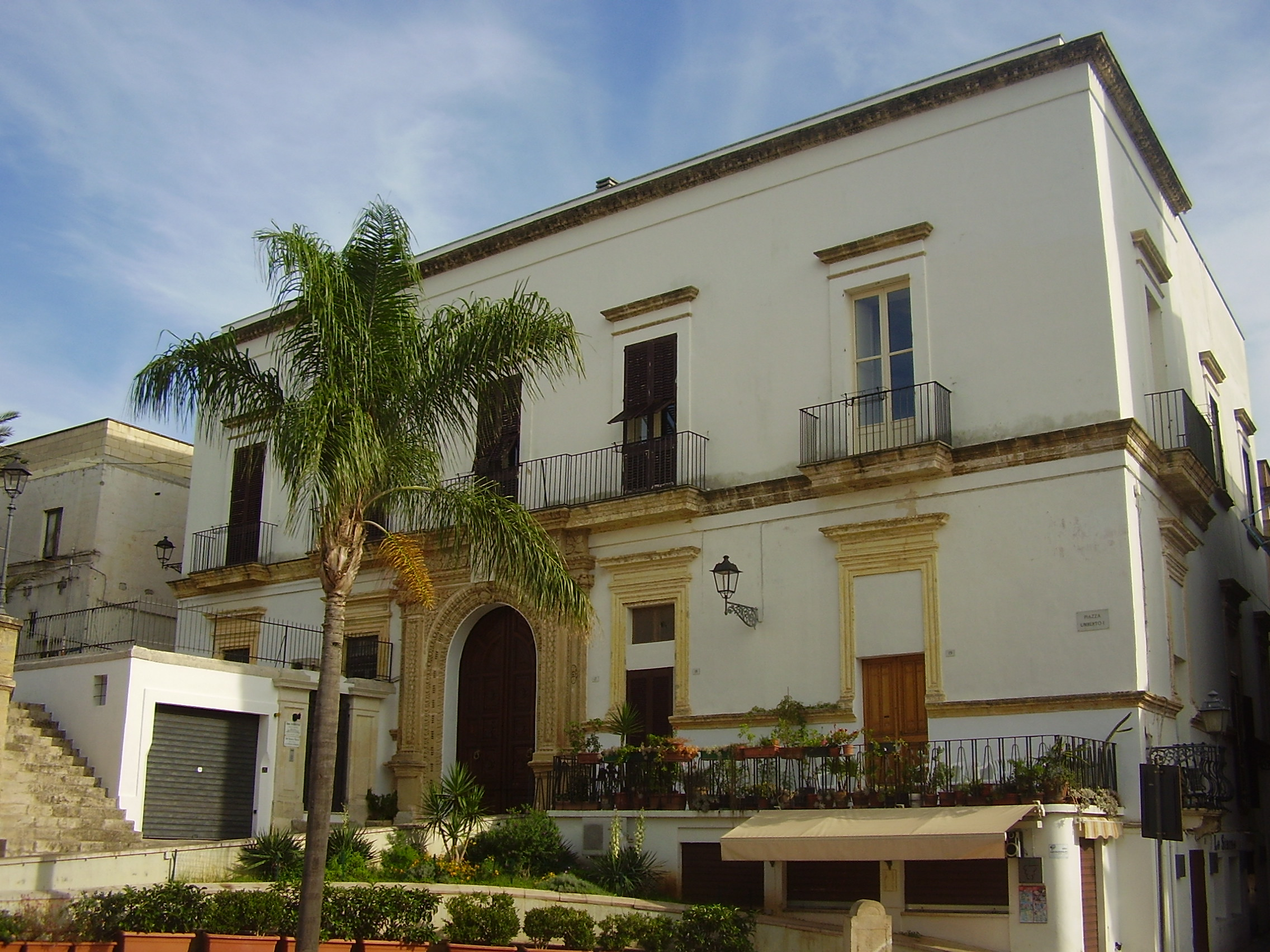
Palazzo Branai (Granai) Castriota

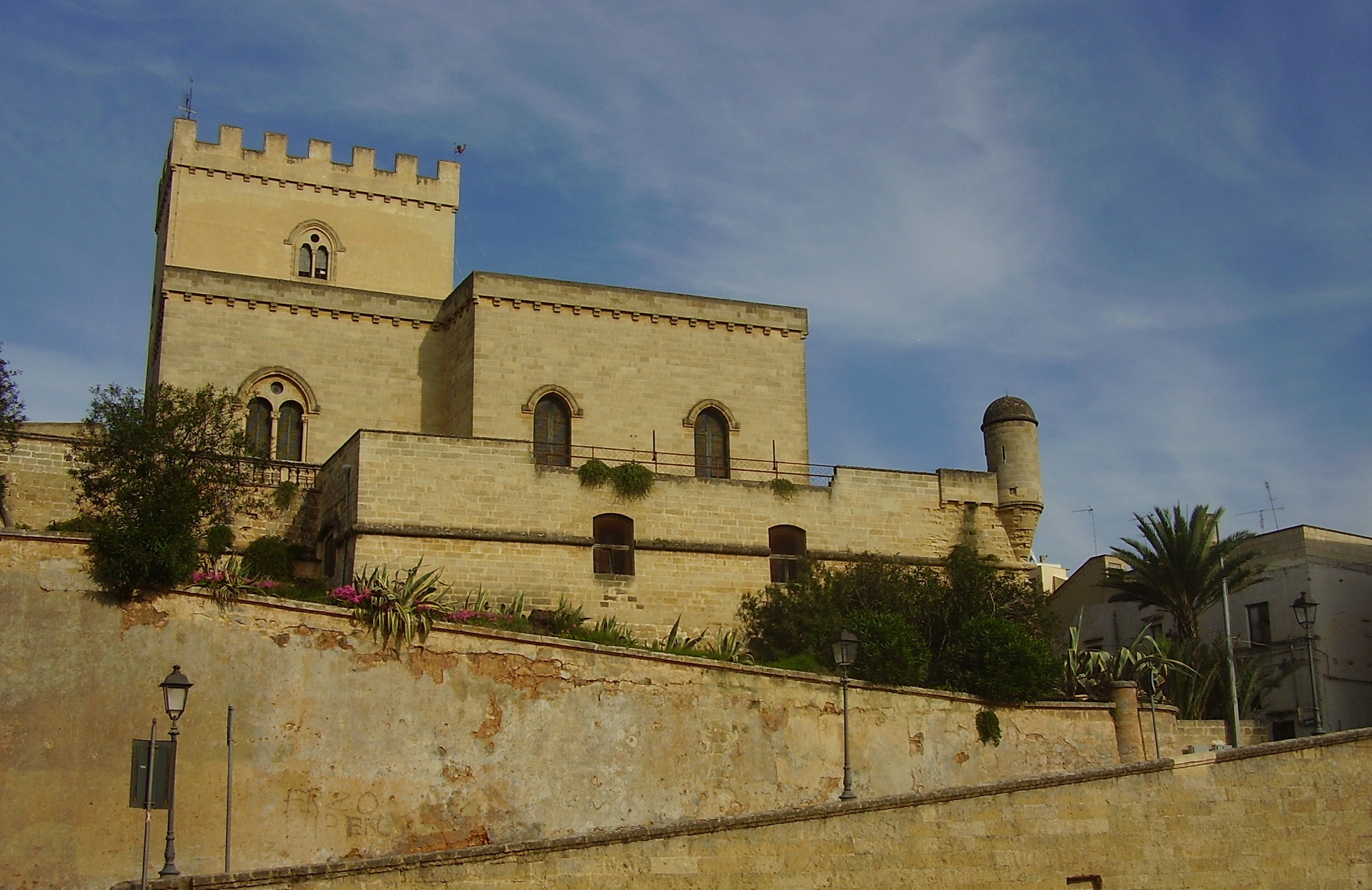
Castello Angioino

- Parrocchia Sant'Anna
- Parrocchia Sant'Antonio
- Chiesa del Sacro Cuore di Gesù

### Architetture civili
- Palazzo d'Alfonso o (Branai) Castriota, XVI secolo
- Palazzo dei Veneziani, fine XV secolo
- Palazzo Ferrari, XVI secolo
- Palazzo Vinci, XV secolo
- Palazzo Lopez Y Royo, XVI secolo
- Palazzo Ramis, XVI secolo

### Architetture militari

#### Castello angioino
Il castello risale al XIV secolo e si deve agli Angioini che lo edificarono per potenziare il sistema difensivo della città. Con l'avvento della famiglia Branai (Granai) Castriota, feudatari dal 1535 al 1678, la fortezza venne ristrutturata e ammodernata secondo i criteri militari dell'epoca. Tra gli anni 1540-1545, i lavori guidati dall'architetto Evangelista Menga portarono alla demolizione dei vecchi torrioni circolari e alla costruzione di quattro bastioni a pianta lanceolata. L'attuale fisionomia venne data nel 1911 dall'architetto Napoleone Pagliarulo incaricato dal proprietario Raffaele Elia di rendere la fortezza adatta ai bisogni abitativi della famiglia.
Presenta una pianta quadrangolare caratterizzata da una imponente mole centrale decorata con motivi rinascimentali. Pregevole è la corte interna sul quale si affacciano portali a tutto sesto che conducono negli ambienti interni. Le stanze hanno coperture a botte, a botte ogivale, a padiglione. La cappella di famiglia, dedicata a san Francesco d'Assisi, possiede una copertura con cupola su pennacchi sferici.

### Siti archeologici
- Frantoi ipogei

#### Grotta delle Veneri

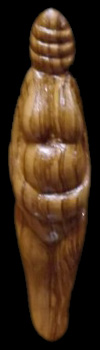
Riproduzione Veneri di Parabita in legno d'ulivo

La grotta delle Veneri è una cavità naturale di origine carsica che prende il nome da due statuine femminili di epoca paleolitica, le Veneri, qui ritrovate nel 1965. Si tratta di statuine scolpite in osso di cavallo raffiguranti donne in stato di gravidanza e risalenti ad un periodo compreso tra 12 000 e 14 000 anni fa. La cavità può essere divisa in due settori: la grotta-riparo esterna, conseguenza dei progressivi cedimenti della volta che hanno generato un ambiente aperto, e la grotta interna suddivisibile in un ambiente centrale e due cunicoli che si sviluppano verso nord e verso ovest.

## Società

### Evoluzione demografica
Abitanti censiti

### Etnie e minoranze straniere
Al 31 dicembre 2019 a Parabita erano residenti 170 cittadini stranieri. La nazionalità più numerosa era quella rumena con 67 residenti.

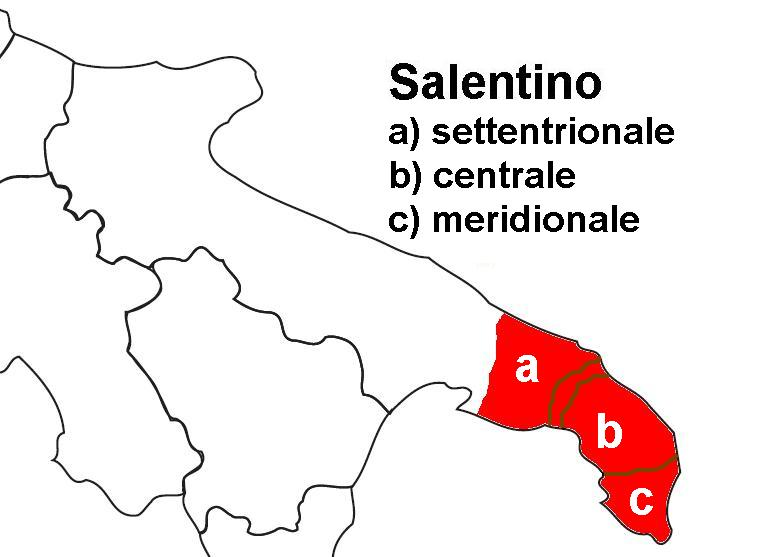
Diffusione del dialetto salentino

### Lingue e dialetti
Il dialetto parlato a Parabita è il dialetto salentino nella sua variante meridionale. Il dialetto salentino si presenta carico di influenze riconducibili alle dominazioni e ai popoli stabilitisi in questi territori che si sono susseguite nei secoli: messapi, greci, romani, bizantini, longobardi, normanni, albanesi, francesi, spagnoli.

## Cultura

### Istruzione

#### Biblioteche
- Biblioteca Comunale

#### Scuole
- 7 Scuole dell'Infanzia (statali e paritarie)
- 1 Scuola primaria
- 1 Scuola secondaria di I grado
- Istituto d'Arte "Giannelli"

#### Musei
- Museo del Manifesto - Fondato a Parabita nel 1982 da Rocco Coronese, artista, docente e direttore dell'Accademia di Belle Arti di Frosinone, ospita una vastissima collezione di manifesti raccolti dal suo fondatore, con sezioni di cinema, teatro, turismo, pubblicità, politica.
- Pinacoteca Giannelli - Donata nel 1924 al Comune di Parabita da Enrico Giannelli, è esposta in alcune sale di palazzo Ferrari e rappresenta uno spaccato della scuola napoletana dell'Ottocento e inizi del Novecento. La raccolta è costituita da quarantatré quadri e dieci sculture, opere di Francesco Saverio Altamura, Giuseppe Casciaro, Vincenzo Caprile, Camillo Miola, Salvatore Petruolo, Raffaele Giurgola, Vincenzo Gemito e Achille D'Orsi.
- Museo del Vino - è ubicato in un vecchio palmento del 1891, nel Centro Storico di Parabita. Vi sono sistemati macchinari secondo il ciclo di produzione e raccolti oggetti e strumenti relativi ai processi di vinificazione (botti, damigiane, bascule, furate, torchi, solfitometri, matthre, ecc.) Dentro è sistemato un “Centro di documentazione”, che raccoglie materiali documentali (libri, riviste, stampe, pubblicazioni, opuscoli, etichette, ecc.) relativi alla produzione del vino nel Salento fin dalle origini, oltre a libri di agricoltura.

### Eventi
- Maratona del Salento - gennaio
- Festa liturgica della Madonna della Coltura - 15 giorni dopo Pasqua
- Festa civile della Madonna della Coltura - maggio: quarto sabato, domenica e lunedì
- Festa di Sant'Antonio da Padova - 13 giugno
- Festa di San Luigi Gonzaga - 21 giugno
- Festa di San Giovanni Battista - 24 giugno
- "Teatriamo", rassegna teatrale in vernacolo - luglio
- Festa di Maria SS. delle Anime del Purgatorio - 19 luglio
- Festa di Sant'Anna e San Pantaleone - ultima settimana di luglio
- Sagra della Puccia - agosto
- Festa di San Domenico di Guzmán - 8 agosto
- Festa della Madonna Immacolata - 8 dicembre

#### Festa patronale
La festa patronale, che si svolge il quarto fine settimana di maggio (sabato, domenica e lunedì), è dedicata a Maria SS. della Coltura, patrona della città assieme a San Rocco e a San Sebastiano.
La festa inizia il sabato sera con la processione del simulacro per le vie della città. La processione, parte dalla Basilica di Maria SS. della Coltura e culmina in piazza Umberto I dove la statua della Vergine viene lasciata nella Chiesa Matrice. La domenica, si svolge una seconda processione, che ricorda il ritrovamento del monolite. La tradizione racconta che un contadino mentre arava con i buoi trovò un Monolite con la raffigurazione della Vergine; corse in paese ad annunciare la lieta notizia e l'immagine venne condotta nella Chiesa Matrice per essere custodita. La mattina seguente, all'apertura della chiesa, l'immagine non era al suo posto ma venne trovata in una piccola chiesa situata fuori le mura della città di fronte alle campagne. Da quel momento le fu dato il nome di Madonna della Coltura o dell'Agricoltura. La domenica si rievoca l'accaduto e mentre la processione si ferma "ssutta a porta" (espressione dialettale indicante il luogo in cui un tempo sorgeva la porta della città) i "curraturi" cioè i corridori, partono dal luogo dove è stato trovato il Monolite e corrono fino al luogo della processione (1 km). Il lunedì mattina il simulacro viene portato in Basilica, dove viene celebrata la Santa Messa.
La festa è molto sentita dai cittadini parabitani e dai contadini.

## Economia
L'economia cittadina si basa da sempre sull'artigianato, sull'arte di costruire in pietra, e sulle attività produttive tradizionali legate all'agricoltura. Importante è la produzione vinicola, olearia, dei cereali e degli ortaggi, la torrefazione del caffè e la produzione di pasta alimentare. Negli ultimi decenni si sono registrati nuovi insediamenti produttivi nel campo dell'imbottigliamento di vino e olio con relativa esportazione.
Presente è, da sempre, l'artigianato: pietra leccese e pietra carparina, restauro, ferro battuto, legno, vetro e tessitura. Con la nascita della zona industriale si sono sviluppate piccole aziende manifatturiere. In forte crescita è il settore turistico.
A Parabita c'è la sede legale della Banca Popolare Pugliese un istituto che ha 100 sportelli in tre regioni.

## Infrastrutture e trasporti

### Strade
I collegamenti stradali principali sono rappresentati da:
- Strada statale 274 Salentina Meridionale (Santa Maria di Leuca - Gallipoli)
- Strada statale 101 Salentina di Gallipoli (Gallipoli - Lecce) uscita SP361

Il centro è anche raggiungibile dalle strade provinciali interne: SP361 Gallipoli-Alezio-Parabita-Maglie; SP51 da Tuglie, SP334 da Casarano e dal confinante abitato di Matino.

### Ferrovie
La città è servita da una stazione ferroviaria posta sulla linea locale Novoli-Gagliano del Capo delle Ferrovie del Sud Est.

## Amministrazione
Di seguito è presentata una tabella relativa alle amministrazioni che si sono succedute in questo comune.
| Periodo          | Periodo          | Primo cittadino                                            | Partito                         | Carica                  | Note   |
| ---------------- | ---------------- | ---------------------------------------------------------- | ------------------------------- | ----------------------- | ------ |
| 6 settembre 1988 | 24 febbraio 1990 | Aldo Provenzano                                            | Democrazia Cristiana            | Sindaco                 | [ 18 ] |
| 10 giugno 1990   | 23 gennaio 1991  | Alfredo Barone                                             | Democrazia Cristiana            | Sindaco                 | [ 18 ] |
| 23 gennaio 1991  | 18 giugno 1991   | Nicola Russo                                               |                                 | Commissario prefettizio | [ 18 ] |
| 18 giugno 1991   | 10 giugno 1996   | Alfonso Ferramosca                                         | Democrazia Cristiana            | Sindaco                 | [ 18 ] |
| 10 giugno 1996   | 17 aprile 2000   | Silvio Laterza                                             | Polo per le Libertà             | Sindaco                 | [ 18 ] |
| 18 aprile 2000   | 5 aprile 2005    | Adriano Merico                                             | centro-sinistra                 | Sindaco                 | [ 18 ] |
| 5 aprile 2005    | 30 marzo 2010    | Adriano Merico                                             | intesa democratica              | Sindaco                 | [ 18 ] |
| 30 marzo 2010    | 1º giugno 2015   | Alfredo Cacciapaglia                                       | centro-destra                   | Sindaco                 | [ 18 ] |
| 1º giugno 2015   | 21 febbraio 2017 | Alfredo Cacciapaglia                                       | lista civica Uniti per Parabita | Sindaco                 | [ 18 ] |
| 21 febbraio 2017 | 26 maggio 2019   | Andrea Cantadori, Gerardo Quaranta e Sebastiano Giangrande |                                 | Commissari straordinari | [ 19 ] |
| 27 maggio 2019   | in carica        | Stefano Prete                                              | Lista civica Agorà              | Sindaco                 | [ 18 ] |

Il 17 febbraio 2017, su proposta del Ministro dell'interno Marco Minniti, viene decretato lo scioglimento dell'amministrazione comunale per infiltrazioni mafiose. Il governo della città viene affidato per diciotto mesi, ad una commissione straordinaria, a norma dell'art. 143 del D.lgs. n. 267 del 2000 Archiviato il 12 dicembre 2016 in Internet Archive.. Il decreto viene pubblicato sulla Gazzetta Ufficiale il 15 marzo 2017..
In seguito alla revoca dello scioglimento per infiltrazioni mafiose, in data 23 marzo 2018, torna in qualità di sindaco Alfredo Cacciapaglia. Rimane escluso dall'amministrazione l'ex vicesindaco Provenzano. In data 22 giugno 2018, il Consiglio di Stato, accogliendo il ricorso proposto dall'Avvocatura di Stato, sospende la sentenza del TAR e l'amministrazione della città viene affidata nuovamente ai tre commissari prefettizi.
Le elezioni del 26 maggio 2019 hanno decretato il nuovo Consiglio Comunale. Due le liste che si sono presentate agli elettori, la lista Rinascita (col candidato sindaco Laterza Salvatore Tiziano, già consigliere di maggioranza con Cacciapaglia) che ha preso 1 047 voti col 21,89% di preferenze e la lista Agorà (col candidato sindaco Prete Stefano) che ha preso 3 736 voti col 78,11% di preferenze. Stefano Prete è il nuovo Sindaco di Parabita.

## Sport
Ha sede nel comune la società di calcio Soccer Dream Parabita, militante nel campionato di seconda Categoria 2019-2020.